# 青春派
《青春派》（Young Style）是一部由劉執導的2013年中國电影，劇情敘述一群即將參加高考的學生在青春期恋爱、家庭與夢想之間面臨的勇敢、叛逆及阻礙。擔任本片主角的董子健獲得第50屆金馬獎最佳新演員提名。

## 劇情綱要
高中畢業前夕，不顧高考在即，北京高中生居然（董子健飾）趁著暗戀對象黃晶晶（安悦溪飾）拍畢業留影時，在所有人面前告白，並大聲宣告畢業的喜悅。黃晶晶答應居然，手牽著手走向校外，卻被居然的母親（咏梅飾）逮個正著。當場變媽寶的居然與尷尬的黃晶晶只好暫時分手。高考結束，黃晶晶考上復旦大學，居然卻因對黃晶晶朝思暮想而落榜，開始為期一年的復讀生活，接受班主任（秦海璐飾）嚴厲的督促。在復讀班中的居然繼續追逐愛情，班上的同學也有各自的煩惱與夢想。在這一年的笑淚與奇遇中，也讓居然有再次體驗青春的機會。

## 軼聞
- 導演侯孝賢在片末客串數學老師一角。[3]

## 獎項
| 主辦單位                         | 獎項         | 受獎者     | 階段／結果 |
| -------------------------------- | ------------ | ---------- | ---------- |
| 第50屆金馬獎                     | 最佳新演員   | 董子健     | 提名       |
| 第16屆上海国际电影节中國新片單元 | 最佳影片     | 《青春派》 | 獲獎       |
| 第16屆上海国际电影节中國新片單元 | 最佳男主角   | 董子健     | 獲獎       |
| 第15届中国电影华表奖             | 優秀少兒影片 | 《青春派》 | 獲獎       |
| 第21屆北京大学生电影节           | 最佳新人獎   | 董子健     | 獲獎       |
| 第12屆长春电影节                 | 最佳女配角   | 郄路通     | 提名       |
| 第12屆长春电影节                 | 最佳女主角   | 秦海璐     | 提名       |
| 第12屆长春电影节                 | 最佳導演     | 劉         | 提名       |
| 第14屆華語電影傳媒大獎           | 最佳女配角   | 秦海璐     | 提名       |
| 第14屆華語電影傳媒大獎           | 最佳新演員   | 董子健     | 提名       |

## 外部連結
- 電影《青春派》主題曲 （页面存档备份，存于）
- 豆瓣电影上《青春派》的資料 （简体中文）